# Vladyslav Hryko
Vladyslav Volodymyrovich Hryko –en ucraniano, Владислав Володимирович Грико– (Járkov, 25 de enero de 1997) es un deportista ucraniano que compite en gimnasia artística.
Ganó una medalla de oro en el Campeonato Europeo de Gimnasia Artística de 2020, en la prueba por equipos. Participó en los Juegos Olímpicos de Río de Janeiro 2016, ocupando el octavo lugar en la misma prueba.

## Palmarés internacional
| Campeonato Europeo | Campeonato Europeo | Campeonato Europeo | Campeonato Europeo   |
| Año                | Lugar              | Medalla            | Prueba               |
| ------------------ | ------------------ | ------------------ | -------------------- |
| 2020               | Mersin (Turquía)   | Medalla de oro     | Concurso por equipos |